# Peterzell (St. Georgen im Schwarzwald)
Peterzell ist ein Stadtteil von St. Georgen im Schwarzwald im Schwarzwald-Baar-Kreis in Baden-Württemberg.

## Wappen
Beschreibung: „In Blau der silbern gekleidete hl. Petrus, einen goldenen Schlüssel in der Rechten haltend.“ Es handelt sich hierbei um ein redendes Wappen.

## Geographie
Peterzell liegt im Brigachtal östlich von St. Georgen.

## Geschichte

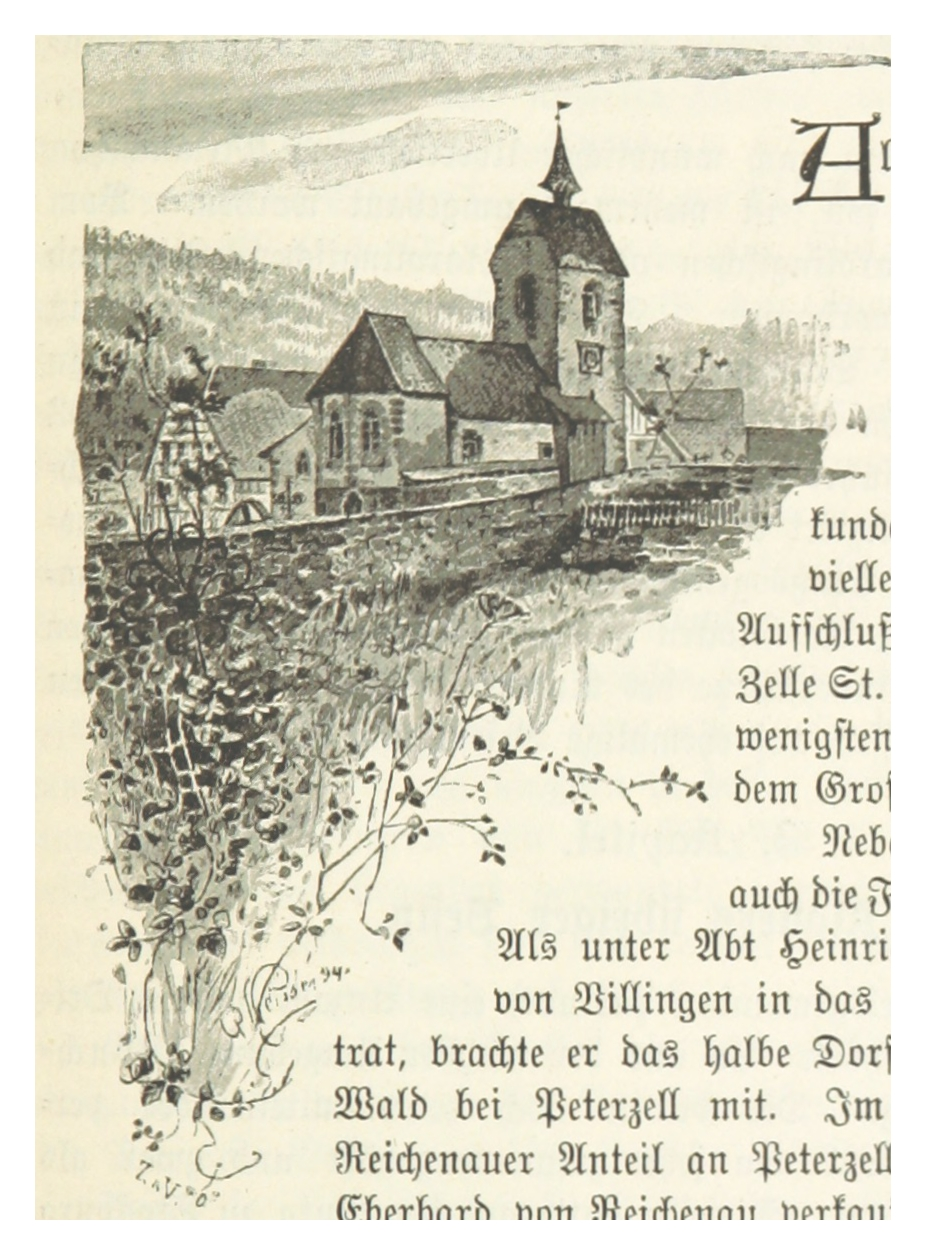
Peterzell (um 1890)

Das älteste und wohl einzige mittelalterliche Baudenkmal in Peterzell ist die Petruskirche, ein Kirchlein mit einigen noch erhaltenen romanischen Bauteilen (Triumphbogen), einem spätgotischen Chor (Rippengewölbe) und Fresken des beginnenden 14. Jahrhunderts (Heilige Drei Könige, Christophorus) im ehemaligen romanischen und 1904 abgebrochenen Langschiff. Da zur Geschichte des Ortes schriftliche Quellen aus der Zeit des früheren Mittelalters – vielleicht bis auf eine Ausnahme – fehlen, ist die Kirche weitgehend der einzige Hinweis auf die Existenz Peterzells im Hochmittelalter oder noch früher. Ob es indes einen karolinger- oder nachkarolingerzeitlichen Kirchenbau gegeben hat, mag dahingestellt bleiben (siehe den Türsturz im gotischen Chor). Nun erwähnt der Gründungsbericht des Klosters St. Georgen hinsichtlich des Gründungsgutes der Mönchsgemeinschaft in St. Georgen: „Dieses Landstück war begrenzt im Osten durch das Eigentum der heiligen Maria, im Westen durch die Quellen der Brigach, nach Süden aber durch den Rand eines langen Berges, und nach Norden erstreckte es sich bis zu den Siedlungen jenseits des Waldes.“ Mit dem „Eigentum der heiligen Maria“ ist mit großer Wahrscheinlichkeit Gut des Klosters Reichenau – in Peterzell – gemeint – ein Mal, weil das Münster in Reichenau-Mittelzell als Patronin die Gottesmutter Maria hatte, zum Zweiten, weil Peterzell noch im 14. Jahrhundert – wie wir gleich sehen werden – im Eigentum des Klosters auf der Bodenseeinsel war. Dazu passen der Ortsname auf -zell, der auf eine Klosterzelle (der Reichenau) hinweist, das Patrozinium der „Peter“zeller „Peters“kirche, das dem auch auf der Reichenau (in Niederzell) verehrten Apostel entspricht, und schließlich die Tatsache, dass mit Hezelo ein Klostervogt der Reichenau Gründer des Klosters St. Georgen war. Manch ein Grundstück wird im Rahmen der St. Georgener Klostergründung durch den Vogt der Reichenau entfremdet worden sein. Warum nicht auch Güter westlich des Reichenauer Besitzes in Peterzell? Gewissheit ist in diesen Fragen aber nicht zu bekommen, und so verlassen wir im Folgenden die ungewissen Anfänge Peterzells.
Die erste (urkundliche) Nennung des Ortes datiert aus dem Jahr 1331. 1369 verkaufte das Kloster Reichenau Peterzell mit dem Mühlbach und Hohenbrunnen sowie die Lehen am Ruprechtsberg (Rupertsberg) an das Kloster St. Georgen. Letzteres erwarb zudem im Jahr 1381 die halbe Vogtei über Peterzell von Egnolf von Wartenberg, 1445 folgte der Erwerb der anderen Hälfte, die das Kloster vom Rottweiler Patrizier Bernhart Haugg kaufte. Im selben Jahr gelangten die Grafen von Württemberg in den Besitz Peterzeller Güter, die vormals den Herren von Falkenstein gehört hatten. Mit dem Erwerb St. Georgens in der Reformationszeit war nun ganz Peterzell Teil des württembergischen Territoriums. Eine weitere Zäsur stellte die Zerstörung des Ortes durch die Villinger Bürger im Jahr 1525 dar.
Der Wiederaufbau Peterzells leitet dann die frühe Neuzeit des kleinen Ortes im Württemberger Herzogtum ein. 1810 wurde Peterzell im Grenzvertrag zwischen Württemberg und Baden badisch. Seit dem 1. April 1974 ist Peterzell ein Teilort von St. Georgen im Schwarzwald.

## Wirtschaft und Infrastruktur
In Peterzell sind inzwischen mehrere regionale Unternehmen ansässig. Davon befinden sich die meisten in dem neuerschlossenen Industrie- und Gewerbegebiet Hagenmoos-Engele. Das Gewerbegebiet befindet sich ca. 6 Kilometer von der Kernstadt und ist nur einen halben Kilometer vom Kurort Königsfeld entfernt.

## Sport
Der FC Viktoria Peterzell ist mit über 400 Mitgliedern der größte Verein in Peterzell. Einen beträchtlichen Anteil daran haben mit über 150 Mitgliedern die Jugendlichen. Diese bilden 5 Fußballmannschaften die am aktiven Spielbetrieb teilnehmen. Eine Mädchengymnastikgruppe erfreut sich großer Beliebtheit.
Die I. und II. Mannschaft die derzeit in der Kreisliga B spielen, sind bestrebt den Wiederaufstieg in die Kreisliga A zu schaffen. Als Freizeitsportgruppen unterhält der Verein eine Frauengymnastikgruppe, eine AH-Fußballmannschaft, eine Herrengymnastikgruppe, eine Body Fit Gruppe und eine Sie und Er Schongymnastikgruppe. 2013 wurde ein Mädchenmannschaft gegründet, diese wurde aber 2015 schon wieder aufgelöst. Seit 2014 verfügt der FC Viktoria Peterzell zudem über eine Damen-Fußballmannschaft.
Der FC Viktoria wurde im Jahr 1959 neugegründet, nachdem es bereits in den Jahren 1920–1929 einen gleichnamigen Verein in Peterzell gab. Im Jahre 1976 erwarb die Stadt St. Georgen zusätzliches Gelände im Sportplatzbereich, um den gewachsenen Erfordernissen des Vereins gerecht zu werden. Hierbei erfolgte der Ausbau des bestehenden Platzes zu einem Hartplatz, wie er bis zum Jahr 2011 bestand. Gleichzeitig wurde ein Kinderspielplatz und ein großes Areal für Parkplätze angelegt. Bereits 1962/63 wurde eine Tribüne mit Duschen und Umkleideräumen gebaut. 1982/83 wurde an die bestehende Tribüne ein eigenes Vereinsheim mit Verkaufskiosk angebaut. Der sportliche Erfolg des Vereins zeigt sich in der Meisterschaft in der C-Klasse im Jahre 1966/67 und dem damit verbundenen Aufstieg in die B-Klasse, die aber nicht gehalten werden konnte und der sofortige Abstieg folgte. In den Jahren 1980/81 und 1993/94 gelang dem FC Viktoria der Aufstieg von der Kreisliga B in die Kreisliga A. Diese Klasse konnte aber jeweils nicht lange gehalten werden. Am 1. August 2011 erfolgte die Eröffnung eines Kunstrasenplatzes.